# Gyulafejérvári Pál Deák
Gyulafejérvári Pál Deák (1560 k. – 1630 k.): erdélyi udvari címerfestő. A neve előfordul Paulus Albajulius, Fejérvári Pál, Fejérvári Képíró Pál alakban is.
Életrajzáról kevés adatunk van. A kövesdi báró Huszár család levéltárának egyik oklevele (Fase. 10. n. 38.) szerint 1608. október 22-én a Fehér vármegyei Váradgya falu, ahol akkor már két nemesi telke volt, neki és feleségének Vágó Borbálának és mindkét nemű utódaiknak egy darab mezőt adott, amiért a saját költségén a falunak háromévi teljes hadmentességet eszközölt ki. Első felesége halála után Nagy Borbálát vette el. Ettől született Erzsébet nevű leánya Kászonimpérfalvi Chutak Györgyhöz ment férjhez, akinek utódai a Kászoni nevet használták, majd ezt Bornemiszára változtatták és báróságot nyertek.
1614. január 25-én Bethlen Gábor oklevele Szebenben a nagyobb kancellária írnokaként, jegyzőjeként és címerfestőjeként említi. A fejedelem „azon szolgálatokért, melyeket Erdély előbbi fejedelmeinek, majd neki is, mind a levelek írásában, mind a címerek festésében s más a hűségére és igyekezetére bízott dolgokban, tehetsége szerint híven, lelke készségével, hajlandóságával és serénységével tanúsított s feltehetőleg jövendőre is hasonló állhatatossággal fog tanúsítani és végezni: Váradgyán levő azon egész nemes telkét és házát a hozzátartozó 12 szántófölddel együtt, melyeket Markó vagy Oláh Simon becsületes özvegyétől, Grozava asszonytól pénzen vett”, más szántókkal, rétekkel és berkekkel mentesíti az adófizetés alól és kiváltságolja. Ennek alapján 1608 és 1614 között az erdélyi fejedelmi udvarban dolgozott.
Már Bocskai István fejedelemségétől, az 1620-as évek közepéig az erdélyi kancellária csaknem minden címerét ő festette. János Zsigmond és a Báthoryak címerfestőinek idegen, főleg olasz iskolája után ő viszi be a címerfestésbe a magyaros felfogást. Kitűnő heraldikus és miniátor, a színek és a díszítés alkalmazása terén eredeti művész volt. Tevékenysége az erdélyi heraldika virágkorát jelenti.
Egy kisebb címerfestmény-gyűjteménye, amely Báthory Zsigmond, Mária Krisztierna, Basta György, Rákóczi Zsigmond, Thelegdy Borbála, Báthory Gábor, Bocskai István, Bethlen Gábor és Bethlen István címereit és egy másik címert foglal magában, 1794-ben Meggyesen Heydendorff Mihály tulajdonában volt. Ő lemásoltatta s a másolatot azon év november 1-jén beküldte „a nemes magyar nyelvpallérozó társaságnak”. Innen Aranka György gyűjteményével az Erdélyi Nemzeti Múzeum kézirattárába került. Címeresfüzete a budapesti Központi Antikvárium 2006-os árverésén 260 ezer forintért kelt el.